# Фантазія для фортепіано, хору та оркестру
Фантазія для фортепіано, солістів, мішаного хору та оркестру в до мінор або просто Хорова фантазія (нім. Chorfantasie), ор. 80 — музичний твір Людвіга ван Бетховена, написаний у 1808 році.
Бетховен написав Фантазію як завершальний твір свого благодійного концерту 22 грудня 1808 року, у якому брали участь вокалісти, мішаний хор, оркестр та сам Бетховен як соліст на фортепіано. Вона була задумана таким чином, щоб об'єднати всіх учасників програми у виконанні єдиного твору.
Хорова фантазія вважається провісником більш пізньої Дев'ятої симфонії.

## Створення та прем'єра
Бетховен написав Фантазію у другій половині грудня 1808 року за надзвичайно короткий, за власними мірками, час. Вже незадовго до прем'єри він доручив поетові, особистість якого є предметом диспутів, написати слова, які б відповідали вже написаній музичній частині. За словами учня Бетховена Карла Черні, цим поетом був Крістоф Куффнер, але пізніший дослідник Бетховена Густав Ноттебом сумнівався в цій атрибуції та припускав, що автором слів міг бути Георг Фрідріх Трейчке, який у 1814 році підготував остаточне лібрето опери Бетховена «Фіделіо».
Вперше Фантазія була виконана на благодійному концерті 22 грудня 1808 року, на якому також відбулися прем'єри П'ятої та Шостої симфоній і Четвертого фортепіанного концерту, а також виконувалися фрагменти із Меси до мажор. Бетховен хотів завершити цю пам'ятну концертну програму «блискучим фіналом», який об'єднав би в одному творі різних виконавців, що брали участь у вечірньому концерті: піаніста, змішаний хор і оркестр. Хорова фантазія була написана спеціально з цією метою. Бетховен сам виконав партію фортепіано, і вступне соло є прикладом його імпровізаційного стилю (на прем'єрі він справді зімпровізував цю частину).
Проте прем'єра видалася досить невдалою. За словами секретаря композитора Антона Шиндлера, виконання «просто розвалилося», що, швидше за все, пояснюється недостатньою кількістю репетицій. Зокрема, через помилку під час виконання твору його зупинили на середині та почали знову.

## Хорова фантазія і Дев'ята симфонія
Твір містить варіації на тему, яку багато хто вважає ранньою версією набагато більш відомої теми, на яку Бетховен поклав слова «Оди до радості» Фрідріха Шиллера у своїй Дев'ятій симфонії.
Відтворення аудіо не підтримується у вашому браузері. Ви можете завантажити аудіо-файл.
Відтворення аудіо не підтримується у вашому браузері. Ви можете завантажити аудіо-файл.
Музикознавець Майкл Бройлз відзначив іншу музичну подібність: обидва твори мають по суті однакову гармонічну послідовність у кульмінаційні моменти — акорди (в до мажор) C–F–D–(G)–E♭, де E♭ виділяється з гармонічного контексту і виконується fortissimo. У цьому місці співаються слова (у Хоровій фантазії) «Lieb und Kraft» («любов і сила») і (у Дев'ятій симфонії) «Über'm Sternenzelt! Über Sternen muss er wohnen.» («Над зоряним небом! Над зірками він [Бог] повинен жити.»).
Схожість є і в текстах. Тематика Хорової фантазії — всесвітнє братерство із єднанням з мистецтвами — схожа на тематику «Оди до радості» Фрідріха Шиллера.
Спорідненість двох творів визнавав і сам Бетховен. У листі 1824 року, коли він писав Дев'яту симфонію, він описав свій проект як «антураж безсмертної Шиллерової „Lied an die Freude“, такий же, як і моя фантазія для фортепіано з хором, але в набагато більшому масштабі».
Сама музична тема Хорової фантазії взята з раннього твору Бетховена: це дещо змінена версія пісні «Seufzer eines Ungeliebten — Gegenliebe», написаної для голосу та фортепіано приблизно в 1794—1795 роках.

## Будова
Хорова фантазія триває близько двадцяти хвилин та розділена на дві частини, які виконуються без перерви:
1. Adagio
2. Finale. Allegro — Meno allegro (Allegretto) — Allegro molto — Adagio ma non troppo — Marcia, assai vivace — Allegro — Allegretto ma non troppo quasi andante con moto Schmeichelnd hold und lieblich klingen — Presto

Твір написаний для фортепіано соло, мішаного хору, солістів (двох сопрано, альта, двох тенорів та баса) та оркестру, що складається з двох флейт, двох гобоїв, двох кларнетів, двох фаготів, двох валторн, двох труб, литавр та струнних.
Фантазія починається повільним, але віртуозним 26-тактовим фортепіанним вступом, який починається в до мінорі і переходить у різні тональності в яскравій, імпровізаційній манері.
Основна частина твору, позначена Finale, починається з маршового мотиву (Allegro), який грають віолончелі та контрабаси, чергуючись із речитативними вставками від фортепіано. Згодом музика стає яскравішою, а соло фортепіано презентує основну тему (meno allegro). Варіації на цю тему виконуються поступово зростаючим набором інструментів: флейта соло, два гобої, тріо з двох кларнетів і фагота та струнний квартет. Врешті тема звучить у виконанні усього оркестру, після чого знову вступає фортепіано.
Відбувається різка зміна настрою, коли мінор повертається у бурхливому Allegro molto, що невдовзі набуває розвитку завдяки серії модуляцій, коли струнні грають фрази теми, які супроводжуються швидкими акордами на фортепіано. Далі слідує друга велика варіація (Adagio, ma non troppo): спокійний, плавний ля мажорний розділ, у якому помітно звучать кларнети. Після третьої варіації на основну тему, Marcia (assai vivace) звучить реприза інструментальної теми з першого Allegro, що утворює перехід до хорового фіналу (Allegretto).
Перша половина цього фіналу є, по суті, повторенням початку Finale з додаванням голосів солістів і хору, що є ще одним моментом схожості з фіналом Дев'ятої симфонії. Після тривалого органного пункту та арпеджіо від хору, два соло сопрано співають основну тему, за якою слідує варіація з тріо чоловічих голосів. Після цих двох варіацій хор і оркестр вперше виконують тему разом. Музика посилюється та зрештою переходить у прискорену коду (Presto), виконувану усіма музикантами, щоб довести твір до тріумфального завершення.

## Текст
Schmeichelnd hold und lieblich klingen

unseres Lebens Harmonien,

und dem Schönheitssinn entschwingen

Blumen sich, die ewig blühn.

Fried und Freude gleiten freundlich

wie der Wellen Wechselspiel.

Was sich drängte rauh und feindlich,

ordnet sich zu Hochgefühl.

Wenn der Töne Zauber walten

und des Wortes Weihe spricht,

muss sich Herrliches gestalten,

Nacht und Stürme werden Licht.

Äuß're Ruhe, inn're Wonne

herrschen für den Glücklichen.

Doch der Künste Frühlingssonne

läßt aus beiden Licht entstehn.

Großes, das ins Herz gedrungen,

blüht dann neu und schön empor.

Hat ein Geist sich aufgeschwungen,

hallt ihm stets ein Geisterchor.

Nehmt denn hin, ihr schönen Seelen,

froh die Gaben schöner Kunst

Wenn sich Lieb und Kraft vermählen,

lohnt den Menschen Göttergunst.
Твір завершується повторенням фраз із останніх чотирьох рядків.

Слова були написані поспішно, і Бетховен, можливо, був не зовсім задоволений ними. Пізніше він писав своєму видавцю Breitkopf & Härtel:
Ви можете надрукувати інший текст, оскільки текст, як і музика, був написаний дуже швидко … Проте й в інших словах я все ще хочу, щоб слово kraft ["сила"] або схоже на нього залишалося на своєму місці.
Новий текст німецькою був написаний німецьким поетом і комуністичним політиком Йоганнесом Робертом Бехером у 1951 році, який зберіг слово Kraft у тому самому місці. Текст Бехера, натхненний явним дозволом Бетховена змінити текст, є одою миру, що відображає післявоєнну атмосферу. Цей текст був використаний у кількох записах, особливо у Східній Німеччині, наприклад у записах Франца Конвічного та Герберта Кегеля.